# نرخ فریم
نرخِ فرِیم (انگلیسی: frame rate؛ فریم بر ثانیه یا به‌اختصار، FPS) یا فرِیم رِیت به بسامد (نرخ) است که در آن تصاویر متوالی (فریم‌ها) گرفته یا نمایش داده می‌شوند. این عبارت در مورد فیلم، گرافیک رایانه‌ای و سامانه‌های ضبط حرکت به کار می‌رود.
نرخِ فرِیم ممکن است به صورت فرکانس فرِیم هم به کار برود و با واحد هرتز بیان‌شود. نرخ فریم در مشخصات دوربین الکترونیکی ممکن است به حداکثر نرخ ممکن اشاره داشته باشد، جایی که در عمل، تنظیمات دیگر (مانند زمان نوردهی) ممکن است فرکانس را به عدد کمتری کاهش دهند..

## نرخ فریم در بازی‌ها
FPS یا ترجمه آن، فریم بر ثانیه، مخفف‌شده کلمات "Frames-Per-Second" است و به معنی این است که کارت گرافیک در یک ثانیه توانایی رندر چه‌مقدار فریم را داراست و چه‌مقدار فریم می‌تواند توسط نمایشگر یا صفحه‌نمایش در یک ثانیه نمایش داده شود. اولی به قدرت پردازش کارت گرافیک بستگی دارد ولی دومی کاملاً وابسته به Refresh Rate یا نرخ تازه‌سازی صفحه‌نمایش است. اگر نرخ فریم کارت گرافیک با نرخ تازه‌سازی نمایشگر یکی نباشد، در این هنگام پارکی تصاویر یا Screen tearing اتفاق می‌افتد که برای گیمرها آزاردهنده است. فنون همگام‌سازی عمودی تا حدی این اتفاق را کاهش می‌دهد.

## انواع نرخ فریم
دسته‌بندی فریم‌برثانیه‌ها معمولاً و در اکثر اوقات به مقادیر زیر شناخته می‌شوند:

### ۳۰ فریم بر ثانیه
– شایع‌ترین نرخ فریم دیده‌شده در تمام شبکه‌های اجتماعی، همچنین این مقدار به عنوان کم‌ترین مقداری که می‌توان برای یک بازی استفاده کرد شناخته می‌شود، اما همچنان روان دیده می‌شود. امروزه اکثر کنسول‌های بازی ویدئویی از این حد فریم بر ثانیه استفاده می‌کنند.

### ۶۰ فریم بر ثانیه
۶۰ فریم‌برثانیه که معمولاً به عنوان نرخ فریم ایده‌آل در نظر گرفته می‌شود، فقط توسط برخی از بازی‌های بهینه‌شده کنسول‌ها قابل دستیابی و بازی کردن است، در حالی که یک کامپیوتر بازی مناسب و معقول قادر به گرفتن ۶۰ فریم‌برثانیه در اکثر بازی‌ها خواهد بود، اگرچه بازی‌های سطح AAA ممکن است نیاز به درجه خاصی از تنظیمات بالا داشته باشند. این مقدار همچنین حداکثر فریم قابل نمایش توسط نمایشگر و تلویزیون‌های عادی است.

### ۱۲۰ فریم بر ثانیه
این نرخ فریم تنها توسط کامپیوترهای سطح بالایی قابل دسترسی است که یک نمایشگر با نرخ تازه‌سازی (به انگلیسی: refresh rate) 144 هرتز داشته باشند، ۱۲۰ فریم‌برثانیه به‌طور قابل توجهی نرم‌تر از مقدار قبلی یعنی ۶۰ فریم‌برثانیه است.

### ۲۴۰ فریم بر ثانیه
اوج نرخ فریمی که امروزه وجود دارد همین مقدار است. ۲۴۰ فریم‌برثانیه تنها در نمایشگرهایی با نرخ تازه‌سازی ۲۴۰ هرتز می‌تواند دیده شود مثل ۱۲۰ فریم‌برثانیه که فقط می‌توان آن را بر روی ۱۴۴ هرتز دید. با این‌حال تفاوت خیلی زیادی میان این دو مقدار دیده نمی‌شود. این امر، همراه با هزینه سخت‌افزاری حتی بیشتر از پیکربندی قبلی، باعث می‌شود که ۲۴۰ فریم‌برثانیه فقط توسط تعداد کمی از علاقه مندان به بازی مورد هدف قرار گرفته شود.

## کاربرد انواع نرخ فریم

### تا ۱۶ فریم در ثانیه
فیلم‌هایی با این نرخ فریم روان نیستند؛ مگر برای ثبت صحنه‌های کم‌تحرک، ساخت ویدیوهای فست‌موشن و افکت موشن بلور.

### ۲۴ یا ۲۵ فریم در ثانیه
این نرخ فریم، استاندارد سینما و تلویزیون است. اغلب فیلم‌ها در سینما و تلویزیون با نرخ فریم ۲۴ فریم‌برثانیه پخش می‌شوند. این عدد، سرعت نرمال بسیاری از پدیده‌های روزمره را نشان می‌دهد و حداقل نرخ فریمی است که چشم انسان قادر به تفکیک تصاویر نیست. نرخ فریم بالاتر باعث روان‌تر شدن فیلم نمی‌شود و اگر نمی‌خواهید بعداً فیلم را ادیت کنید یا افکت‌هایی مثل حرکت‌آهسته اجرا کنید دلیلی ندارد این کار را انجام دهید؛ چون در این حالت فقط حجم فایل بیشتر می‌شود.

### ۳۰ فریم در ثانیه
بیشترین کاربرد آن برای پخش زندهٔ مسابقات ورزشی است. ویدیوهای ضبط شده با این نرخ فریم را می‌توان با کاهش سرعت به ۲۴ فریم در ثانیه، تا حدی اسلوموشن کرد.

### ۴۸ تا ۶۰ فریم در ثانیه
عالی برای فیلم‌برداری از صحنه‌هایی مثل راه رفتن مردم، فوت کردن شمع، خندیدن، دست زدن. بسیاری از اسلوموشن‌های تلویزیونی با این نرخ فریم فیلم‌برداری می‌شوند؛ مثلاً با ۶۰ فریم‌برثانیه فیلم می‌گیرند و با ۲۴ فریم‌برثانیه پخش می‌کنند.

### ۹۰ تا ۱۲۰ فریم در ثانیه
ایده‌آل برای ساخت حرکت آهسته از صحنه‌های سریعی مثل دویدن انسان و حیوانات. این نرخ فریم بیشتر برای خلق صحنه‌هایی به کار می‌رود که بخواهیم سرعت ویدیو را در لحظات مهمی از فیلم کاهش دهیم.

### ۲۴۰ فریم در ثانیه
فیلم‌برداری از ترکیدن بادکنک، پاشِش آب.

### ۴۸۰ فریم در ثانیه
فیلم‌برداری از اشیاء متحرک با سرعت بالا.

### ۹۶۰ فریم در ثانیه
فیلم‌برداری از حرکات بسیار سریعی مثل انفجار بمب.

### ۱۰۰۰ فریم به بالا
نرخ فریم‌های این دسته بیشتر برای فیلم‌برداری از پدیده‌های خاص مثل شلیک گلوله یا انفجار بمب کاربرد دارند. به عنوان مثال ضبط حرکت پرتوی نور با ۱۰ تریلیون فریم در ثانیه! مانند دوربین کامپکت RX100 IV سونی یک دوربین ۱۰۰۰ فریمی می‌باشد و نمونه فیلم‌های آن موجود می‌باشد.